# Dala
Dala é uma cidade e município de Angola, na província da Lunda Sul.
Tem cerca de 101 mil habitantes. É limitado a norte pelo município de Saurimo, a este pelo município de Muconda, a sul pelos municípios de Cameia, Camanongue e Moxico, e a oeste pelo município de Cacolo.
O município é constituído pela comuna-sede, correspondente à cidade de Dala, e pelas comunas de Cazage e Luma Cassai.